# Adam Gatternicht
Johann Adam Gatternicht, né en 1819 à Heidelberg et mort en 1899 à Stuttgart, est un lithographe et éditeur badois. Il est connu notamment pour ses vues de Tübingen.

## Biographie

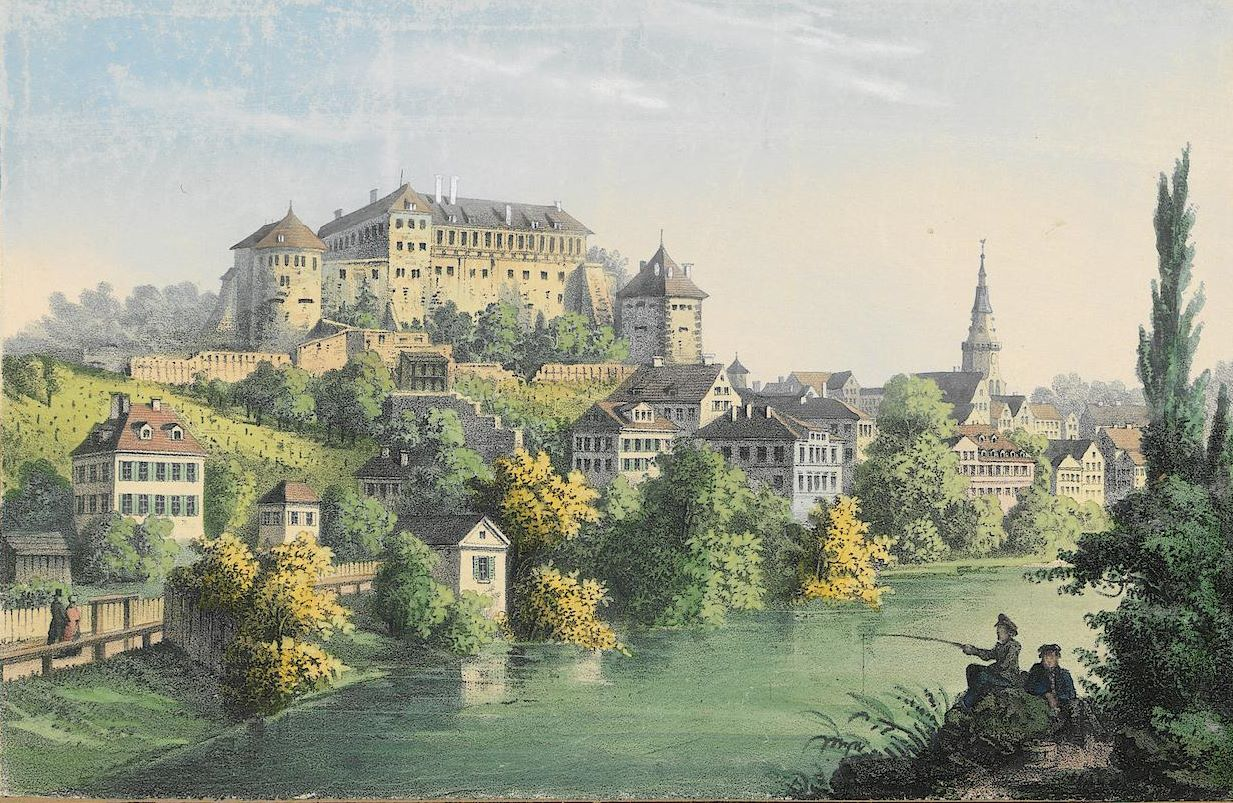
Adam Gatternicht, Vue de Tübingen depuis les rives du Neckar (vers 1855).

Adam Gatternicht a eu pour élève son neveu Albert Kappis, qu'il a formé de 1850 à 1857 dans son atelier de lithographie.
Marié à Johanne Catharine Heuss, Gatternicht est le père de cinq enfants : Jacobine Pauline Elise (Lina), Emma, Auguste, Anna et Elise Sophie, qui a épousé en 1872 le philosophe russo-allemand African Spir. La fille d'Elise et African Spir, Hélène (1873-1955), a épousé le neurologue suisse Édouard Claparède.